# O’ What Can Ail Thee …
O’ What Can Ail Thee … ist ein Lied der Electro-Wave-Band Printed at Bismarck’s Death, das die Band 1993 veröffentlichte. Das Stück avancierte zu einem Clubhit.

## Hintergrund und Veröffentlichungen
Das lyrisch von La Belle Dame sans Merci von John Keats inspirierte O’ What Can Ail Thee … entstand in dem achzehnmonatigen Schreibprozess nach der Veröffentlichung des Albums Via Lacrimosa der der Erarbeitung des Albums Ten Movements on the Matrix of a Symbol diente. In dieser Phase bestand Printed at Bismarck’s Death aus dem Keyboarder Ansgar Noeth, dem Sänger Martin von Arndt und dem Gitarristen und Bassisten Martin Grünitz. Die Musik schrieb überwiegend Noeth, den Text verfasste von Arndt. Bruno Kramm produzierte das Album im Studio des Labels Danse Macabre. Das Stück wurde mit einem Musikvideo versehen, als Single unter dem Single-Titel Can Dance vorveröffentlicht und auf diversen Kompilationen, darunter We Came to Dance Vol. IV, Remember… Life Is Too Short for Boring Music und Super Dicothek Hits veröffentlicht. Nach Meet Moshe Dayan in a Russian Bunker wurde O’ What Can Ail Thee … so zum zweiten Clubhit der Band.

## Musik und Text
Das Electro-Wave-Stück O’ What Can Ail Thee … nutzt einen repetitiven zügigen dem Breakbeat ähnlichen Drumcomputer-Rhythmus. Melodieführend sind der Gesang und abwechselnde Keyboard-Spuren, die mal ein Glockenspiel, mal ein Klavier adaptieren. Der Text zitiert mehrmals das Gedicht von Keats wendet den Text nach zwei Zeilen allerdings einer anderen Betrachtung zu. Nach der Ansprache des Ritters wechselt der Text die Perspektive eines lyrischen Ichs das gedanklich in der Vergangenheit verhangen bleibt und in der beschriebenen Einsamkeit stirbt.

„O’ what can ail thee, knight-at-arms, 

Alone and palely loitering? 

The thoughts have withered from thy brain 

And they have lost their sting.“

„Oh Rittersmann, was plagt Dich,

allein und blass umherirrend?

Die Gedanken sind in deinem Hirn verdorrt

und haben ihren Stachel verloren.“

„O’ what can ail thee, knight-at-arms, 

Alone and palely loitering? 

The sedge has withered from the lake,

and no birds sing.“

„Oh Rittersmann, was plagt Dich,

allein und blass umherirrend?

Die Segge  ist am See verdorrt

und kein Vogel singt.“